# François Sudre

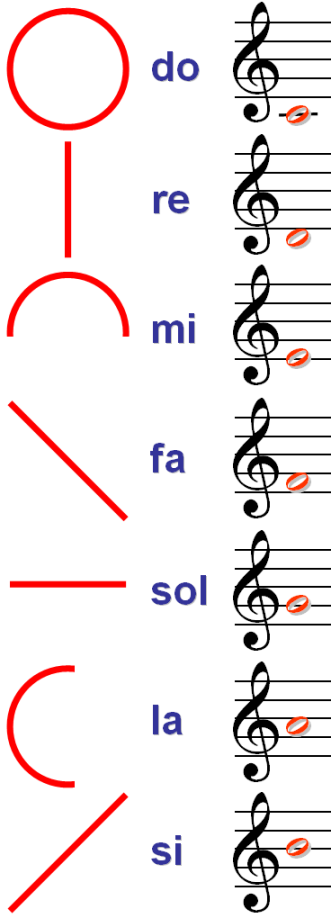
Grundzeichen der Plansprache Solresol (spätere Weiterentwicklung mit Kurzschriftzeichen)

Jean François Sudre (* 15. August 1787 in Albi; † 20. Oktober 1862 in Paris) war ein französischer Musiklehrer und Erfinder der musikalischen apriorischen Sprache Solresol. 

## Biographie
Sudre war nach seinem Studium am Pariser Konservatorium Musiklehrer in Sorèze. Aber bereits ab 1805 machte er erste Experimente mit einer musikalischen Weltsprache, die er 1823, ein Jahr nach seinem Umzug in Paris der Öffentlichkeit unter dem Namen musikalische Sprache (langue musicale) vorstellte. 1824 übte er mit seinen Schülern Edouard Deldevez und Charles Larsonneur die Funktion dieser musikalischen Sprache ein und machte mit den beiden im Jahr 1825 eine Tournee durch Frankreich, um die musikalische Sprache einer breiten Öffentlichkeit bekannt zu machen. In seinen Erinnerungen schrieb Ernest Deldevez auch über die Nutzen in der Musikerziehung bei Anwendung dieser Sprache. (Edouard Deldevez: Mes mémoires, 1890)
1829 benannte Sudre seine musikalische Sprache in Téléphonie um und stellte sie beim Militär als Mittel zur Nachrichtenübermittlung vor. Auch hier nutzte Sudre unter anderem sein Alphabet aus den sieben Solmisationssilben als Basis der Universellen Musiksprache (La Langue Musicale Universelle). 1833 führte Sudre bei einer Veranstaltung in der Königlichen Kunstakademie seine „Musiksprache“ der Presse vor und erntete anerkennende Kommentare.
Im Jahr 1866, vier Jahre nach seinem Tod, veröffentlichte Sudres Witwe posthum die Solresol-Grammatik und das Wörterbuch der Langue Universelle Musicale.

## Schaffen
Im Gegensatz zu Plansprachen oder Welthilfssprachen wie Esperanto oder Volapük, bedient sich Solresol nicht eines vorhandenen Vokabulars, sondern nutzt eine semantische logisch nachvollziehbare leicht lernbare Anordnung aller Worte. Der Hauptvorteil von Solresol ist die Idee der Multisinnlichkeit und universalen Anwendbarkeit. So können die nur sieben Grundzeichen oder Töne leicht memoriert werden in den unterschiedlichsten auch situationsrelevant spontan abgesprochenen Chiffrierungen. Auf diese Weise ist Solresol gerade in der universalen Anwendbarkeit allen Sprachen überlegen, denn Taubstummengesten, Morsezeichen, Stenographiezeichen, Blindenschrift und alle herkömmlichen Chiffrierungen der Sprachen können sofort angewandt werden. 
Sudre fing während der napoleonischen Kriege an über Informationsvermittlung über große Distanzen mittels verschieden klingender Kanonen nachzudenken und nannte seine ersten Sprachen „Téléphonie“. Als Musiker muss ihm die Ähnlichkeit der italienischen Tonsilben oder Tonnamen mit Worten aufgefallen sein. So ist die Tonsilbe „Si“ natürlich als „Ja“ nutzbar, die Tonsilbe „Do“ erinnert an „No“, also „Nein“. Diese Ideen weiterverfolgend entwickelte Sudre die auf die sieben Tonsilben bewusst reduzierte „Musik“-sprache Solresol, „la langue musicale universelle“. Die Töne oder sieben beliebig innerhalb einer Sprechergruppe zu vereinbarende Zeichenfolge (zum Beispiel als Gesten) ließ sich nun auch als erste und vor allem nach wie vor einzig internationale Gehörlosen-Gestensprache bezeichnen. 
Die Wertschätzung dieser Ideen Sudres steht nach wie vor aus. Einzig das französische Militär erkannte zum Teil die Potentiale dieser a-priori-Sprache, trug aber auch zur (während der Kriege strategisch notwendigen) Geheimhaltung bei. 
Seit Leibniz 1705 erstmals formulierte, dass in einer leicht lernbaren Weltsprache das größte Potential zur Weltverbesserung liegt, ist Sudres Idee für Menschen, die Gemeinnutz nachhaltig und effizient anstreben, die genialste und nützlichste Idee der Menschheitsgeschichte und bestenfalls in ihrem Nutzen mit der Erfindung der Schrift zu vergleichen, ohne die wir der Vergänglichkeit der ans menschliche Gehirn und damit dessen Sterblichkeit gebundenen Erinnerungen und Erfahrungen unterworfen wären. Die Schrift bedarf aber vieler Verbesserungen im Sinne der noch möglichen Zugangserleichterungen zu Bildung und Wissen. François Sudre hatte solche Zugangserleichterungen in seiner Sprache Solresol eingebaut.

## Sonstiges
Von Juli 2009 bis zum 30. Dezember 2012 existierte in Aldingen-Aixheim das „François Sudre-Paul von Jankó-Institut für Gemeinnutz“, dessen Gründer, der Jankopianist Detlef Graul, die Ideen Sudres weiterentwickelt und für die englische Sprache neu konstruiert, mit dem Ziel der universalen Anwendbarkeit und leichtmöglichsten Lernbarkeit.